# František Alois Hora
František Alois Hora (1. srpna 1838, Svinařov – 30. října 1916, Plzeň) byl pedagog, básník, dramatik, překladatel z polštiny a němčiny.
Při vydávání svých děl používal pseudonymy Horymír Vinařovský, Samuel Šídlo, Tichoslav Sklenička, K. Turek nebo iniciály F. H. a F. A. H. Sám psal kratší humoristickou prózu, parodie na operety, komedie, výchovné verše. Na reálné škole ve Vídni a později v Plzni vyučoval matematiku, krasopis a rýsování. Spoluzakládal roku 1862 Hlahol plzeňský. Sestavil polsko-český (vydán roku 1890) a česko-polský slovník (1902), pro který však hledal šest let nakladatele a nabízel jej k tisku zdarma. Propagátor polské literatury, jazyka a česko-polské vzájemnosti. Z polštiny překládal prózu a dramata, z němčiny pohádky.
Zemřel roku 1916 a byl pohřben na Ústředním hřbitově v Plzni.

## Dílo

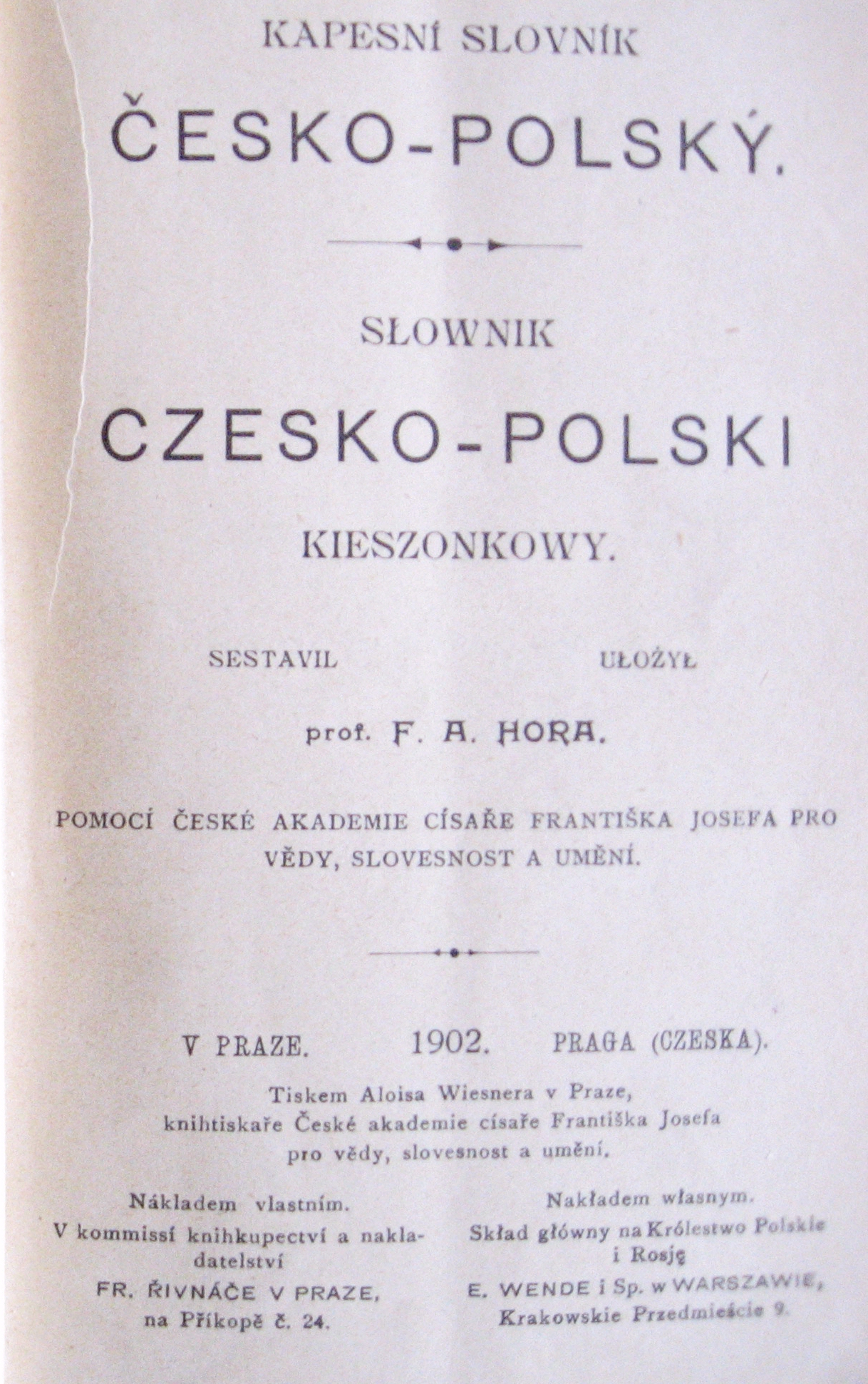
Kapesní slovník česko-polský – titulní stránka

- Technologie, 1862
- Škola měřického kreslení, 1865-1874
- Počátkové ornamentiky, 1871
- Besední kytice, 1874
- Sbírka vzorců mathematických, 1874, 1881
- Tomáš Mydlinka, holič v Bramborově, 1876
- Gustav Pfleger Moravský, monografie, 1880
- Ranní píseň
- Básníkovi
- Študentská
- Slovník polskočeský, 1890
- Kapesní slovník česko-polský, vlastním nákladem, 1902
- Praktická mluvnice polská s čítankou, Slovanské knihkupectví, 1909
- Józef Ignacy Kraszewski: Typy a charaktery (z polského originálu Typy i charaktery), překlad povídek, nakl. Reinwart Praha, 1883

### Překlady
- Meir Ezofovič